# Ludwig von Godin

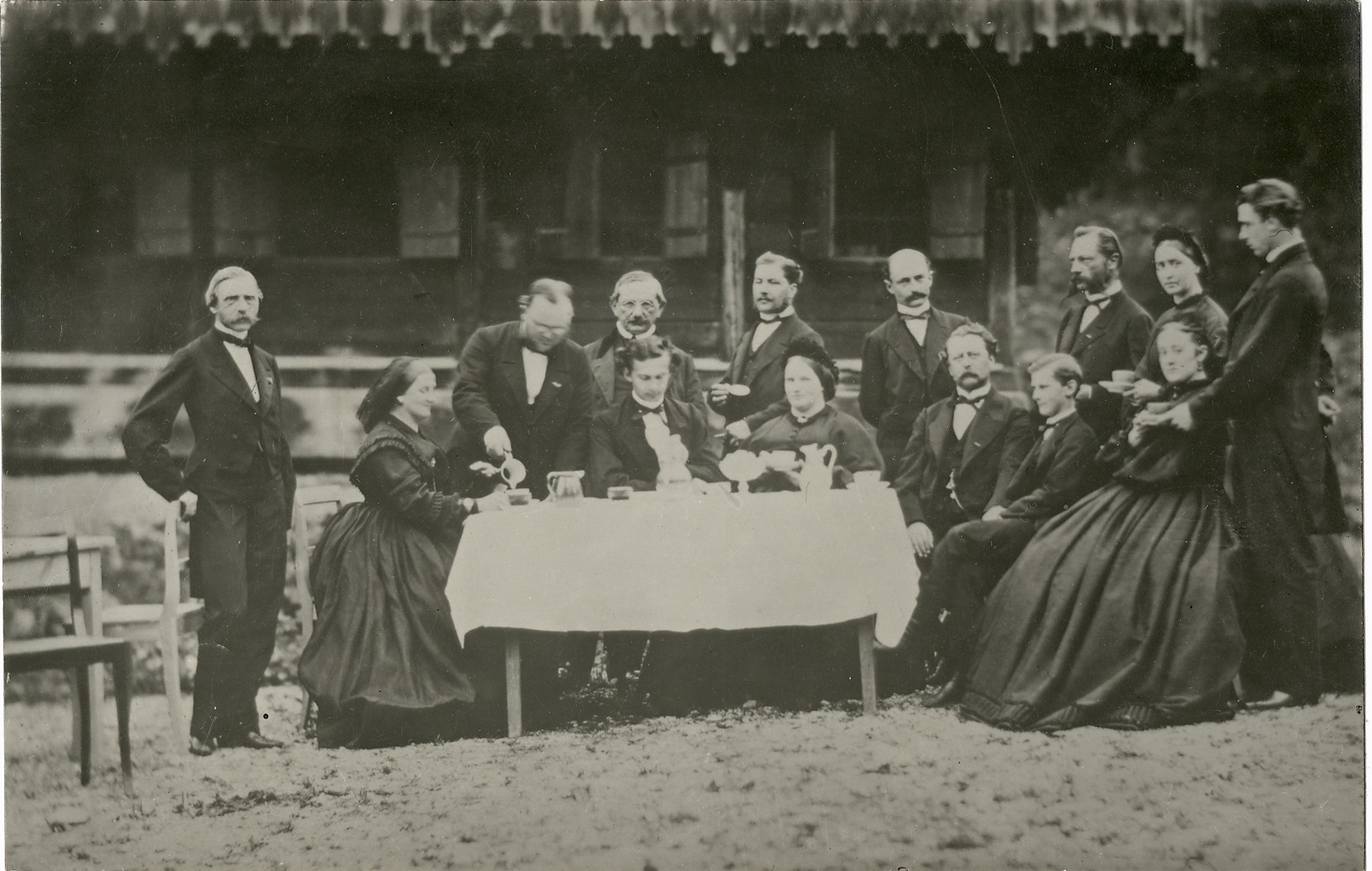
Ludwig von Godin (5. stehende Person von links nach rechts) mit Ludwig II. (2. sitzende Person von links nach rechts)

Ludwig Karl August Freiherr von Godin (* 13. November 1814; † 27. Oktober 1898 in München) war ein bayerischer Forstbeamter und Präsident der fürstlich hohenzollernschen Hofkammer.

## Leben
Er war der Sohn des späteren Regierungspräsidenten Bernhard Freiherr von Godin und dessen Ehefrau Antoinette, geborene Freiin von Schleich. Sein Taufpate war der nachmalige bayerische König Ludwig I.
Godin studierte an der Ludwig-Maximilians-Universität München und wurde 1833 Mitglied des Corps Palatia München. Nach Beendigung seiner Studien trat Godin im Januar 1835 als Forstpraktikant in den höheren Staatsforstdienst. Er absolvierte 1837 die Staatsprüfung mit dem Prädikat „ausgezeichnet“ und wurde dem Kreisforstbüro für die Oberpfalz zugewiesen. Im Juli 1840 wurde er Revierförster in Appersdorf, im Januar 1847 Forstkommissär bei der Regierung in Mittelfranken in Ansbach. Fürst Karl von Hohenzollern-Sigmaringen berief ihn im September 1851 zum Direktor des Gesamt-Allodialbesitzes. 1851 wurde Godin königlich bayerischer Kämmerer und später fürstlich hohenzollernscher Hofkammerpräsident und königlich bayerischer Kämmerer. Am 1. Oktober 1891 trat er in den Ruhestand.

## Auszeichnungen
- Ehrenkreuz II. Klasse des Fürstlichen Hausordens von Hohenzollern[3]
- Ritter II. Klasse mit Stern des Kronenordens
- Ritter III. Klasse des Roten Adlerordens[4]
- Commandeur des Ordens unserer lieben Frau von Vila Viçosa[5]